# 京九铁路

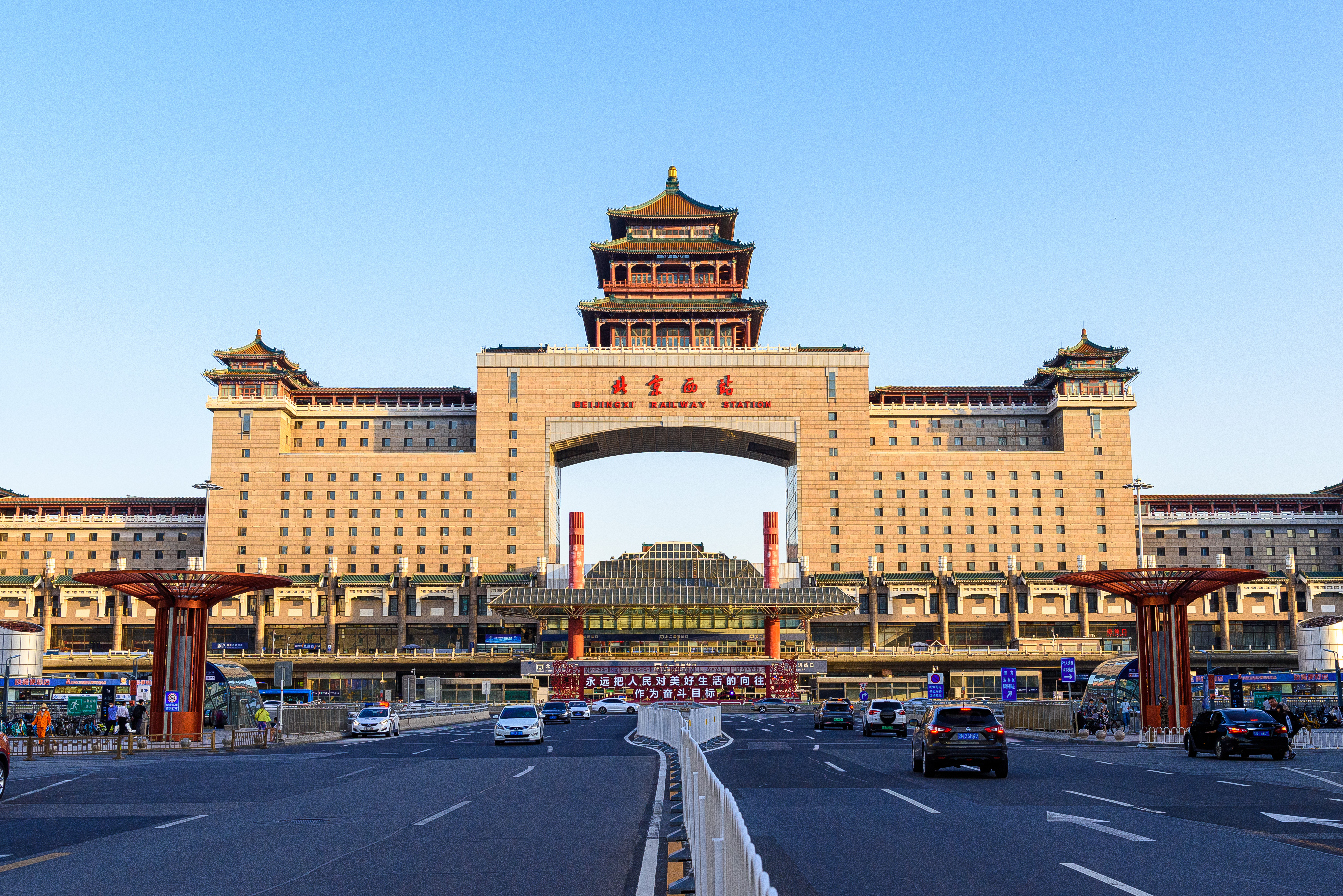
北京西站

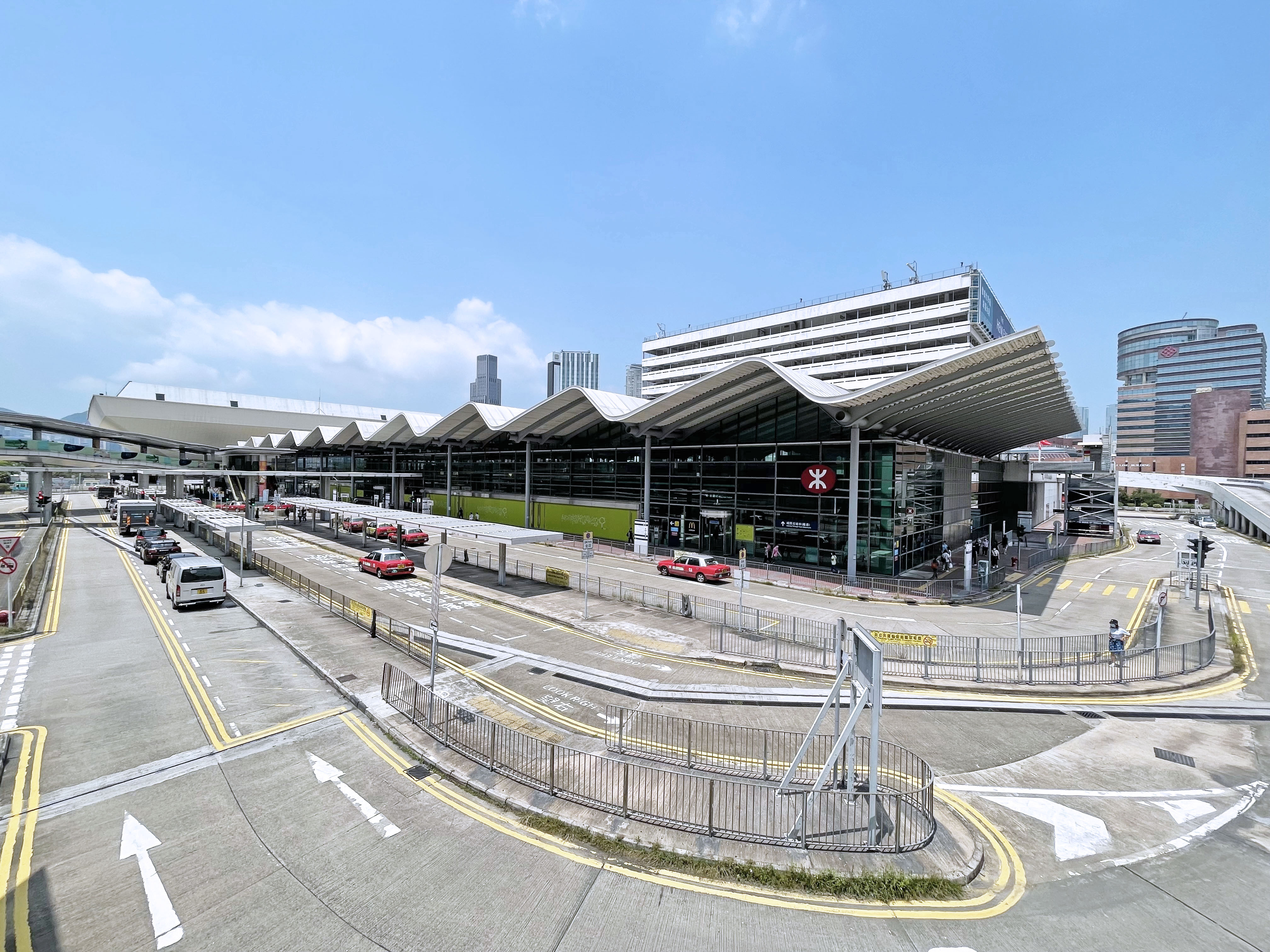
香港紅磡站

京九铁路，又称京九线，是从北京通往香港的铁路，纵贯北京市、河北省、山东省、河南省、安徽省、湖北省、江西省及广东省共7个省和1個直辖市，並連接香港特别行政区，全线为一级复线铁路。京九铁路正线起于北京西站、止于常平站：由常平站經廣深鐵路和香港境內的東鐵綫到达紅磡站，全长2311公里。如加上两条同期兴建的联络线（津霸铁路及麻武铁路），则总长2536公里。中港鐵路貨運服務停办前使用京九鐵路。
京九铁路全线建成于1996年6月。其中，吉安站至向塘站之间的向吉铁路于1989年通过地方建设债券募资开工，九江站至向塘西站间163公里（前称向九铁路）建于1909年至1935年、商丘站至阜阳站间174公里（前称商阜铁路）建于1987年至1989年；其余1950多公里新线于1994年5月动工，1996年9月全线贯通并开通运营。京九线全线有特大桥65座，大中桥725座，隧道150座。其中九江长江大桥在1990年代曾经是长江上跨度最大的铁路桥，全长7679米。
由于京九铁路在北京市内黄村站—丰台站—柳村线路所一段与京沪铁路共线，运能相当紧张。为了方便京九铁路方向的客车直接进入北京西站，于2001年又建设了一条直接连接北京西站和黄村站的联络线，称为西黄联络线或西黄铁路。由于当时京九方向客车较少，并受到土建的限制，建设时仅为单线铁路。至2007年1月14日，西黄联络线复线全线贯通。西黄联络线上跨了三环、四环和京良路3条公路，又跨过京沪线、永丰线、丰双线、马广联络线等7条铁路、以及凉水河和马草河两条河流。目前该线等级为 I 级，设计行车速度160km/h（九江-土塘段设计行车速度105-140km/h），京九线大部分客车经西黄联络线进入北京西站，也有少数旅客列车（如Z71/72次列车）出黄村后经京沪线进入北京站，而货物列车仍经京沪线进入丰台西站。2022年3月16日，国铁集团将京九线北京西至李营间纳入京雄城际铁路，京九下行线李营至黄村间纳入大李线，京九线起点由北京西站调整为京沪线黄土坡线路所。2022年6月20日起，原先经由西黄线的列车改经柳村五线至北京西站，或是直接缩短至北京丰台站始发终到。

## 历史
早於1890年，香港政治家韋寶珊已倡議興建鐵路，由香港經廣州通往北京。他曾自行斥資進行研究，但有關計劃最後因為清廷保守派官員的反對而流產。
中华人民共和国成立後，时任鐵道部部长滕代远於1958年開始構思一条由北京至江西九江、位于京广铁路和原津浦铁路之间的铁路干线，初命名为“京九铁路”，其建造的目的，主要是为了缓解当时负荷過大的京广铁路，以及促进京广铁路以东贫困地区、革命老区的发展，暂時提供物流运输。但当时中国的国力不足以应付，该方案被搁置。至1960年，铁道部第三、第四勘测设计院编制了首份京九铁路设计文件——《北京至九江铁路设计任务书》，惟中国经历大跃进后经济大受打击，京九铁路仍未有机会动工。1960年代初，文化大革命发生前，时任总理周恩来对铁道部领导人吕正操指出：“看来在京广、京沪之间还要修一条南北新干线，要直一点标准高一点。”1973年2月，邓小平恢復國務院副總理職務，开始整顿国内经济建设。1973年12月26日，北京—九江铁路的重点工程九江长江大桥率先开工，但受文革影响，大桥在修建桥墩后工程就被迫暂停:94。而1975年至1976年间对京九铁路沿线进行了全面勘测。
1978年，铁道部向原国家计委呈送了《关于北京九江铁路设计任务书的报告》，提出在第六个五年计划中“拟按双线、电气化、客车时速160公里标准，建成一条现代化铁路”，当时的中华人民共和国显然缺乏技术及经济实力建设这样一条高标准准高速铁路，该方案最终被否决。至1982年8月，铁道部再次向原国家计委上报《关于北京至九江铁路修改计划任务书》及《关于审批北京至九江铁路衡水阜阳段设计任务书的请示报告》，在后者的请示报告中强调了新建北京至九江铁路对煤炭运输的重要性。1983年7月30日，国家计委正式批复衡水至阜阳段设计任务书，同时北京至九江的“京九铁路”正式纳入国家建设计划。
1984年，中华人民共和国与英国签订了关于香港前途问题的《中英聯合聲明》，声明中为认保中港兩地关系，时任铁道部副部长邓存伦当时提出：“将北京至九江铁路（“小京九”方案）延长至香港九龙（“大京九”方案），並力争在1997年7月1日香港回归祖国时全线贯通。”而北京至九江铁路的商丘至阜阳段、总长174.88公里的铁路（又称商阜铁路）作为“中取华东”计划中华东第二通道的一部分率先在1987年10月全线开工，1989年3月全线接通:82，10月1日开通临时运营。而在“中取华东”论证中，铁道部认为还需要修建菏泽-商丘线，从而扩大第二通道的车流来源，并分流京广线新乡-郑州区段的部分任务。
1987年，铁道部考虑到既有的京广铁路、京沪铁路、焦柳铁路此三大南北方向干线的运能已达饱和，而在赣南、粤东地区修建铁路能促进当地的经济发展，另外香港也将于1997年回归，铁道部决定正式将北京至九江铁路向南延伸到香港九龙，仍称“京九铁路”。1991年4月9日，京九铁路正式列入《中华人民共和国国民经济和社会发展十年规划》和《第八个五年计划纲要》，成为“八五”和“九五”期间的重要建设项目:94。1993年1月11日，时任副总理朱镕基指出“要全力以赴会战京九，大干3年铺通全线。”
1993年5月2日，京九铁路全线开工，工程包括新建北京西站至商丘站、阜阳站至九江站的复线铁路、向塘西站至东莞站的单线线路（预留复线路基），并对既有原向九铁路（向塘站至九江站）进行复线改造。工程中新建线路共修筑土石方2.5亿立方米；特大桥65座，101.3公里；大中桥725座，189.9公里；框构桥56座，2.5万平方米；隧道150座，56.1公里；正线铺轨3754公里。商阜铁路也于1993年6月开始增建二线，1995年12月双线竣工:82。1995年11月16日，京九铁路在江西省与广东省交界的定河桥南端成功接轨，时任国务院副总理、京九铁路建设领导小组组长邹家华随即宣佈：“京九铁路全线铺通”，而与京九铁路同时建设的配套工程还有北京西站，该站于1996年1月建成启用，现时的北京西-广安门区间在历史上曾存在京汉-京张铁路联络线，该联络线建成于1919年8月，2006年改为复线。
1996年9月1日，京九鐵路全線比原计划提前四个月，并趕在香港主权移交予中华人民共和国前开通运营，当天上午9時13分，首列由北京西站开往深圳站的105次（今K105次）旅客列车发车，同时开通的还有北京西至合肥的127/128次列车，九江至深圳的237/238次列车，武昌至汕头的167/168次列车以及北京南至连云港的203/206、204/205次列车。京九线开通初期，北京西至深圳的直通快车全程需运行48小时48分，1997年全国铁路大提速后才压缩至36个小时，2001年第四次大提速后，京九线最快的本线车T107/108次列车全程更只需24小时。
1998年，针对京九铁路开通后南段（向塘——东莞）单线半自动闭塞，出现了运输“瓶颈”，铁道部又决定投资23亿元人民币修建京九铁路南段复线，作为国家“九五”重点工程之一。江西向塘站至广东龙川站一段（全长609公里，其中540.5公里为单线）的复线工程在1998年8月31日开工，由于京九铁路建设时已预留双线路基，工程进展迅速，历时10个月，正线铺轨493.7公里，架设桥梁252座，工程在1999年6月28日完成并正式开通。龙川站至东莞东站一段复线全长220公里，投资26.98亿元人民币，于2001年3月开工，2003年1月建成通车。至此，京九铁路复线全线贯通。

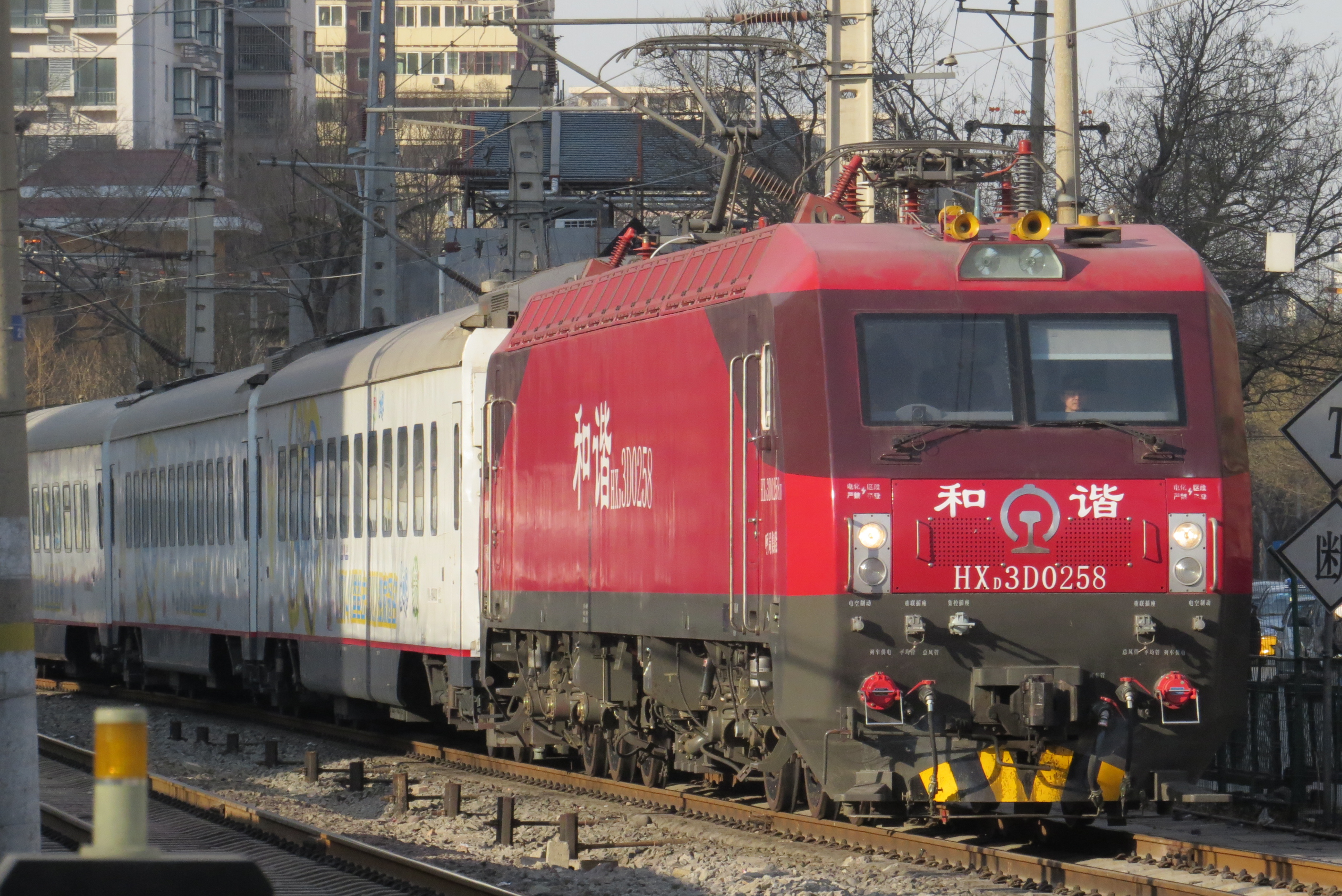
和谐3D型电力机车牵引Z315次旅客列车经过京九铁路位于广安门外的手帕口道口；京九线电气化改造完毕后，京九线上多数原先由DF11、DF11G等柴油机车牵引的列车改由HXD3D等电力机车牵引

“京九铁路电气化改造工程”（北线）于2008年8月6日动工，工程范围包括北京西站至乐化站段，及津霸铁路、麻武铁路，正线全长1422公里。改造工程完成后，旅客列车在平原地区的最高运行时速可达到200公里，可开行動車組列车；而货物列车可牵引从目前3500吨提高到5000吨的重量，和开行双层集装箱列车，京九铁路整体运能可提升30%，北京西—江西向塘段电气化改造于2009年12月29日完成。
京九铁路南线电气化改造工程于2009年12月1日开工建设，工程总投资约50亿元，改造区段自江西向塘三江镇站至广东龙川，全长518.9公里。工程包括线路电气化、区段提速改造以及既有吉安、赣州、丰城南站更新等。工程新建桥梁10座、涵洞151座、接触网1481条公里、牵引变电所11座，新铺道岔30组、通信光缆782公里，更换电容枕15500根。2011年12月30日，京九铁路南线（江西向塘至广东龙川段）电气化竣工开通。此次改造，京九线南线运能可提高20%，可开行4000吨重载列车。2012年12月16日京九铁路龙川至东莞东段电气化改造工程顺利完工。京九铁路在2012年底实现了全线电气化。 

## 沿途主要城市
- 北京
- 河北︰衡水、邢台
- 山东︰聊城、济宁(梁山)、菏泽
- 河南︰濮阳(台前)、商丘、潢川
- 安徽︰亳州、阜阳
- 湖北︰麻城、武汉、黄冈
- 江西︰九江、南昌、吉安、赣州
- 广东︰河源、惠州、東莞、深圳
- 香港